# محطة تجارية

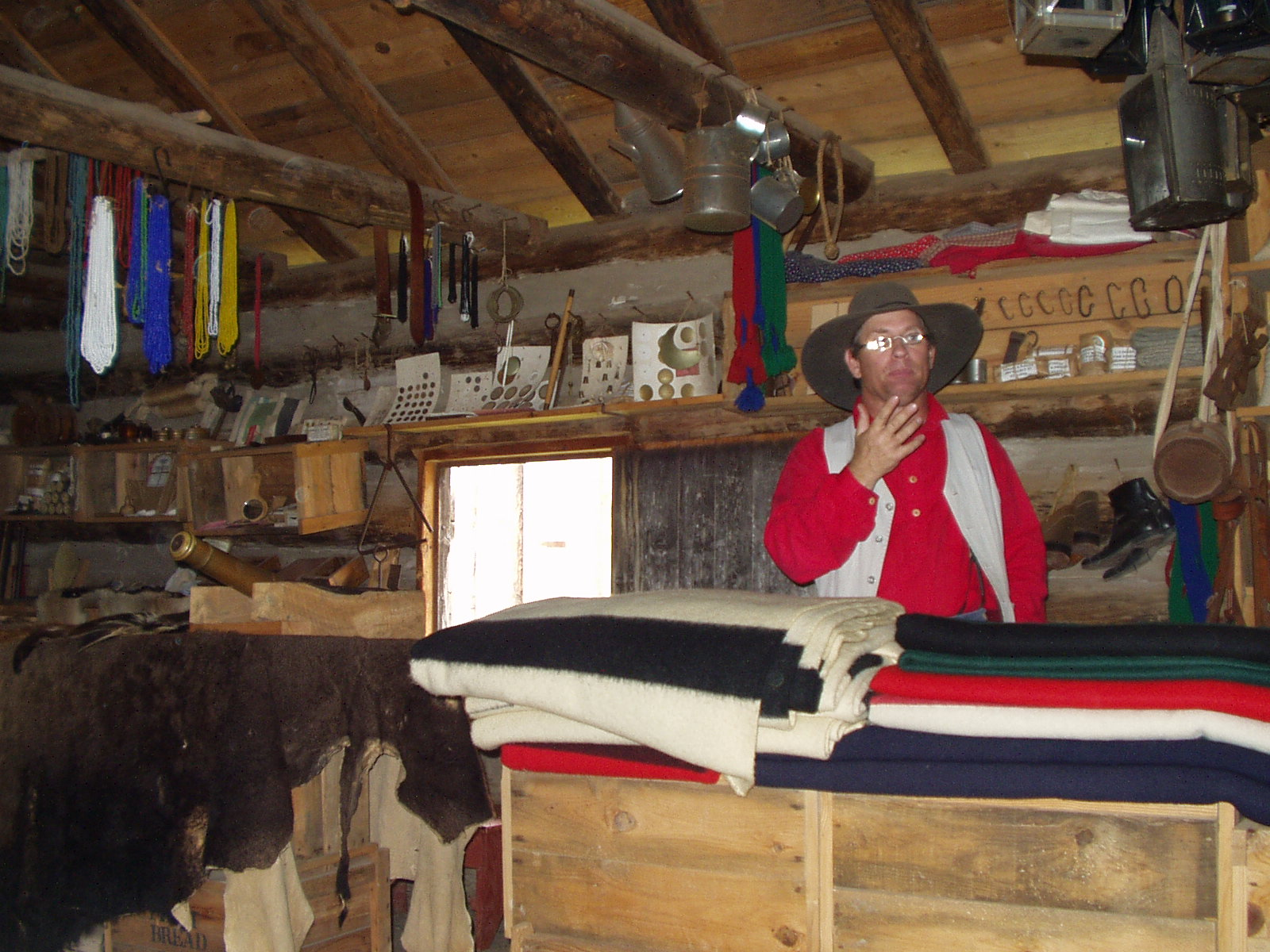
إعادة خلق المحطة التجارية النموذجية للتجارة مع هنود السهول.

المحطة التجارية (أو الحصن التجاري) كان مكانًا أو منشأة في أمريكا الشمالية القديمة تتم فيها تجارة السلع. وكان طريق السفر المفضل إلى إحدى المحطات التجارية أو بين المحطات التجارية يُعرف باسم الطريق التجاري.
وكانت المحطات التجارية أيضًا عبارة عن أماكن لالتقاء الناس وتبادل أخبار العالم أو ببساطة الأخبار الواردة من أوطانهم (العديد من المحطات التجارية في العالم كانت تقع في أماكن كانت تُعتبر وجهات شائعة للهجرة) في وقت لم تكن هناك صحف.
وكانت المحطات التجارية بصفة عامة ذات أهمية كبيرة لتاريخ العملات. على الرغم من استخدام المقايضة من آلاف السنين واستمرار استخدامها، تقريبًا منذ بداية تاريخ المحطات التجارية، طرأت ضرورة للحصول على شيء كوسيلة للدفع. وسرعان ما تم إنتاج عملات رمزية وفي نهاية المطاف عملات معدنية من معادن نفيسة مثل الذهب والفضة والنحاس لأغراض شراء السلع وبيعها بدلاً من تبادلها. وبعد إدخال العملات، تم إنشاء المصارف الأولى في جنوا والبندقية على الفور.
تعود جذور الاستعمار الأوروبي إلى قرطاج القديمة. وتطورت قرطاج، التي كانت في بادئ الأمر مستعمرة تجارية للمستعمرين الفينيقيين، وأصبحت قوة اقتصادية وسياسية كبيرة في جميع أنحاء البحر الأبيض المتوسط، حيث كونت الثروة والنفوذ من خلال براعتها الاقتصادية (التجارية). وتقريبًا كل مدينة هامة في العالم قد بدأت تاريخها كمحطة تجارية: البندقية ونيويورك وشنغهاي وسنغافورة وهونغ كونغ ونابلولي وروتردام وغيرها.
وحدثت إضافة المحطات التجارية على طول طرق التجارة القديمة في القرنين السادس عشر والسابع عشر من قِبل قوى أوروبية مثل الهولنديين والإنجليز. وبدأت الاستيلاء على سبتة (محطة وصول لطريق التجارة العابرة للصحراء) من قِبل البرتغاليين عام 1415. وذهبوا إلى إقامة المزيد من المستوطنات مع استكشافهم لسواحل إفريقيا والمنطقة العربية والهند وجنوب شرق آسيا بحثًا عن مصدر لتجارة التوابل المربحة. وكانت المحطات التجارية شائعة جدًا في المستوطنات الأولى لكندا والولايات المتحدة للتجارة في أشياء مثل الفرو. واستخدمت كذلك في العديد من المعسكرات في جميع أنحاء أمريكا كأماكن لشراء الوجبات الخفيفة والمواد والهدايا التذكارية.
أقامت شركة هودسونس باي محطات تجارية حول خليج هدسون خلال تجارة الفرو. وكان يتم تبادل سلع بجلود القندوس فيما بين الأوروبيين والأمريكيين الأصليين. وفي الولايات المتحدة في أوائل القرن التاسع عشر، تم ترخيص المحطات التجارية التي يستخدمها الأمريكيون الأصليون من قِبل الحكومة الفيدرالية وكانت تُسمى «مصانع». وكان يتعين على القبائل التنازل عن أراضٍ واسعة للولايات المتحدة من أجل الوصول إلى «المصانع» كما حدث في فورت كلارك في معاهدة فورت كلارك التي تنازلت بموجبها قبيلة أوساج عن معظم ميزوري من أجل الوصول إلى المحطة التجارية.

## استعمالات أخرى
- في سياق الكشافة، تشير المحطة التجارية عادة إلى متجر في أحد المخيمات يتم فيه بيع الوجبات الخفيفة والمواد الحرفية والبضائع العامة.
- ويمكن أيضًا الإشارة إلى «محطة تجارية» على أنها مكان يتم فيه تداول (بيع وشراء) الأوراق المالية المدرجة في بورصة نيويورك.
- في السنوات الأخيرة، قام العديد من الأشخاص بتطوير المحطات التجارية الخاصة بهم مثل المحطة التجارية فرنت رينج في كولورادو سبرينغز، كولورادو. وتشمل التجارة البضائع المصنوعة يدويًا والبضائع التي تقوم على ما يُربيه الإنسان من حيوان أو نبات والسلع المخبوزة وغير ذلك. ولا يُقبل التعامل بالنقد، حيث يُسمح فقط بالمقايضة.